# Inverno In-Ver
Inverno In-Ver è una composizione per orchestra di Niccolò Castiglioni nel 1973. La partitura subì una revisione nel 1978. Come indicato dal compositore stesso il brano consiste in una raccolta di "undici poesie musicali", l'una strettamente legata all'altra. Il titolo dell'opera mostra come il brano composto dall'autore muova i suoi passi in un'atmosfera musicale legata all'inverno, al freddo, al ghiaccio. Gli stessi titolo degli undici numeri sono eloquenti: Fiori di ghiaccio, Il ruscello, Danza invernale, Salterello, La brina, Il lago ghiacciato, Nenia prima, Nenia seconda, Silenzio, Un vecchio adagio, Il rumore non fa bene. Il bene non fa rumore.